# لئو ولنس
لئو ولنس (انگلیسی: Leo Wellens؛ زادهٔ ۱۴ مارس ۱۹۵۹) دوچرخه‌سوار اهل بلژیک است.